# Anna Duque y González de Durana
Anna Duque y González de Durana (* 1976 in Hamburg) ist eine deutsch-spanische Kunsthistorikerin und Kulturmanagerin. Sie ist Direktorin der Galerie Capitain Petzel in Berlin.

## Leben
Nach dem Abitur am Erzbischöflichen Clara-Fey-Gymnasium in Bonn studierte Duque y González Kunstgeschichte, Romanistik und Politikwissenschaft in Passau, Bonn, Madrid und Berlin. An der Humboldt-Universität zu Berlin schloss sie 2004 bei Michael Diers mit einer Magisterarbeit über das skulpturale Werk von Eduardo Chillida ab. Seit 2001 ist Duque y González im Ausstellungsmanagement und internationalen Kunsthandel tätig unter anderem bei der Galerie Nordenhake (Berlin/Stockholm), Arndt & Partner (Berlin/Zürich/New York), Kewenig (Berlin/Palma de Mallorca) sowie als Spezialistin für Post-War & Contemporary Art beim Auktionshaus Christie’s. Von 2014 bis 2020 war sie als Leiterin des Studios von Wim Wenders und Donata Wenders für alle Ausstellungen und Kunstprojekte verantwortlich.

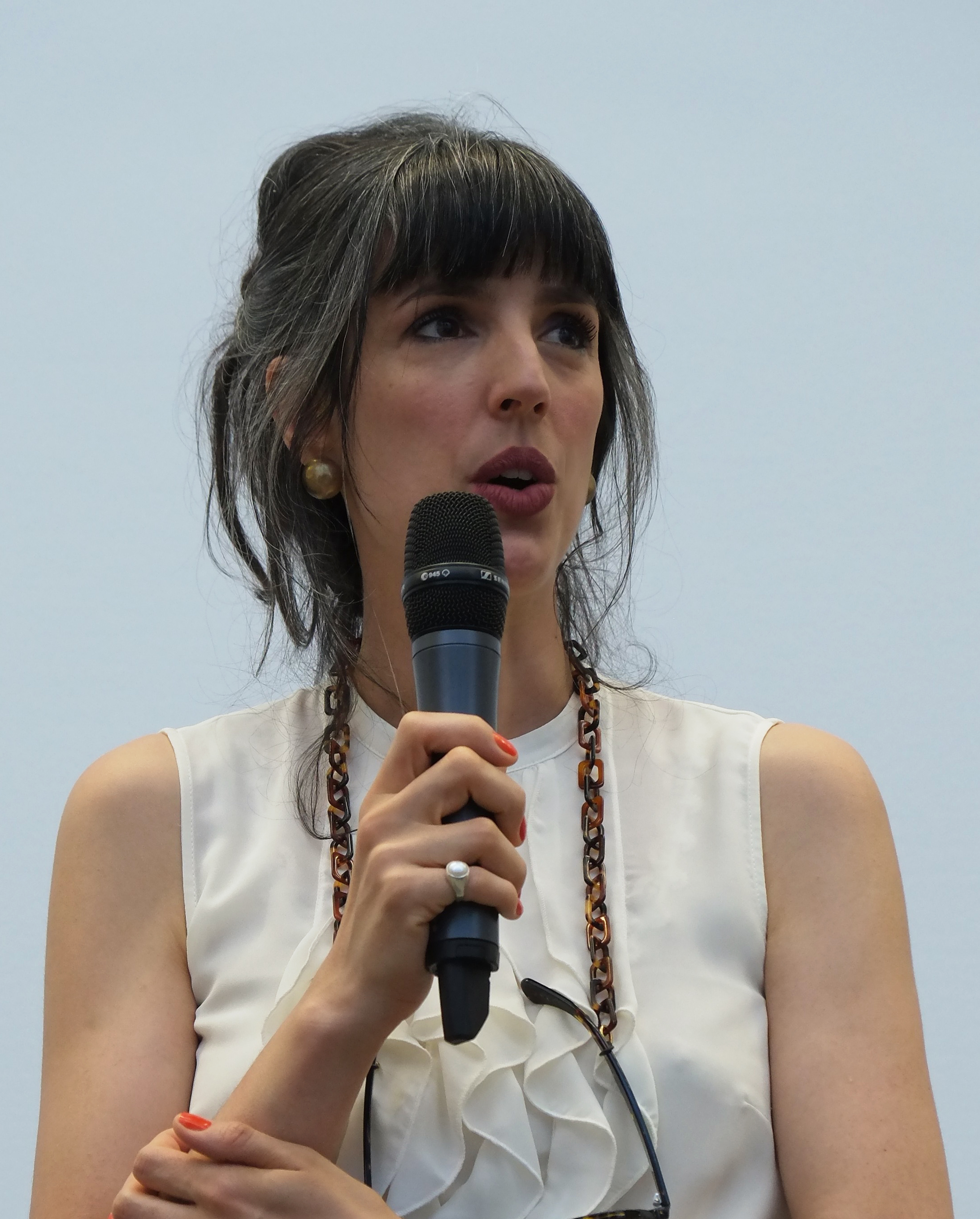
Anna Duque y Gonzalez 2017

## Auswahl produzierter und kuratierter Ausstellungen
- 2019: Photographien von Donata Wenders, kuratiert von Anna Duque y González,  Neue Galerie Gladbeck, Gladbeck.[8]
- 2019: (E)motion. Wim Wenders, Grand Palais, Paris.[9][10]
- 2019: Wim Wenders. Frühe Photographien 60er-80er Jahre. Kuratiert von Anna Duque y González, Filmarchiv Austria im  Metro Kino Kulturhaus, Wien.[11][12][13]
- 2018: Wim Wenders. WATER WORKS. Kuratiert von Anna Duque y González, Medienzentrum des Verlagshauses der Passauer Neuen Presse, Passau.[14][15]
- 2018: Wim Wenders. Sofort Bilder. Kuratiert von Felix Hoffmann und Anna Duque y González, C/O Berlin, Berlin.[16][17]
- 2017: Instant Stories. Wim Wenders’ Polaroids. The Photographers’ Gallery, London.[18]
- 2017: Donata Wenders. Im Licht der Zeit. FO.KU.S Foto Kunst Stadtforum, Innsbruck.[19]
- 2015: In broad daylight even the sounds shine. Wim Wenders scouting in Portugal. Kuratiert von Anna Duque y González und Laura Schmidt, Reservatório da Mãe d’Água das Amoreiras, Lissabon.[20]
- 2015: 4Real & True2. Wim Wenders. Photographien. Landschaften. Kuratiert von Beat Wismer, Museum Kunstpalast, Düsseldorf.[21]
- 2007: Sweet Bird of Youth. Kuratiert von Hedi Slimane, mit Werken von Slater Bradley, Dan Colen, Terence Koh, Douglas Kolk, Ryan McGinley, Steven Shearer, Hedi Slimane, Paul P., Banks Violette u. a., Arndt & Partner, Berlin.[22]
- 2007: Jon Kessler The Blue Period. Arndt & Partner, Berlin.[23][24]

## Auswahl produzierter Kurzfilme
- 2020: Two or Three Things I Know about Edward Hopper von Wim Wenders, produziert von Anna Duque y González, Léa Germain und Susann Knießner in 3D, im Auftrag der Fondation Beyeler, Basel.[25][26]
- 2015: James Reading – Reading James von Donata Wenders mit James Franco, produziert von Anna Duque y González und Tim H. Holtorf.[27]

## Texte und Publikationen
- 2023: Malcolm Morley: Sensations, hrsg. von Nina Koidl-Weidemann und Anna Duque y González, Ausstellungskatalog Capitain Petzel, Berlin 2023, ISBN 978-3-9825338-0-3.
- 2018: Egokollektiv. Peter Zizka, hrsg. von Anna Duque y González und Matthias Wagner K, Verlag der Buchhandlung Walther König, Köln 2018, ISBN 978-3-96098-364-4.
- 2018: Wim Wenders. Die kühne Einmaligkeit des Moments., in: C/O Berlin, hrsg. von C/O Berlin Foundation, Nr. 19, 07.2018, 8. Jahrgang, Berlin 2018, S. 8–11.
- 2018: Donata Wenders. Leggendo il tempo, anläßlich der gleichnamigen Ausstellung bei C2 contemporanea 2, Florenz.[28]
- 2016: Die Unschärferelation eines Fluchtpunktes. Über die Fotografien von Donata Wenders, in: Vanishing Point. Donata Wenders – Robert Bosisio, hrsg. von Anna Duque y Gonzalez, Laura Schmidt, Bozen 2016, o. S., ISBN 978-3-00-053921-3.
- 2015: Wim Wenders scouting in Portugal, anläßlich der Ausstellung In broad daylight even the sounds shine. Wim Wenders scouting in Portugal. im Reservatório da Mãe d’Água das Amoreiras, Lissabon 2015/2016.[29]
- 2009: Maastricht Te Deum et Jubilate, in: Quarterly report, 01/2009, hrsg. von Von Bartha, Basel 2009, S. 11.[30]

## Privates
Anna Duque y González stammt aus einer Familie Kulturschaffender. Ihr Großvater Werner Otto Lemke war Germanist und Klassischer Philologe, ihr Urgroßvater Karl Reitz einer der bekanntesten Kammermusiker seiner Zeit, ihr Urgroßonkel Hans Walter Reitz ein Architekt der Stilrichtung Neues Bauen in Deutschland, der von August Sander in der Serie Menschen des 20. Jahrhunderts porträtiert worden ist.
Duque y González lebt mit ihrer Familie in Berlin.